# Mae Azango
Pour les articles homonymes, voir Azango.
Mae Azango est une journaliste libérienne travaillant pour le journal FrontPage Africa. Elle est connue pour ses reportages à propos des mutilations génitales féminines, qu'elle combat dans son pays. En 2012 elle reçoit le « Prix international de la liberté de la presse du CPJ ».

## Biographie
Mae Azango est la fille de Robert G.W. Azango, juge à la Cour suprême du Liberia. En 1990, durant la première guerre civile libérienne, ce dernier est arraché à sa famille alors qu'il prenait son petit-déjeuner chez lui ; il est frappé par les hommes du National Patriotic Front of Liberia de Charles Taylor et mourra un peu plus tard de ses blessures, en prison.
Elle donne naissance à son premier enfant, durant la guerre, à l'âge de 18 ans. Elle accouche avec l'aide d'une sage-femme traditionnelle ; Mae Azango explique que celle-ci l'a battue et l'a accusée d'être une femme adultère. Azango deviendra plus tard une réfugiée de guerre.

## Journaliste
Elle retourne au Liberia en 2002 et commence à travailler en tant que journaliste. Les sujets de ses reportages portent sur l'avortement, l'exploitation minière illégale, le viol, les grossesses précoces des adolescentes et les conditions de travail dans les projets menés au Liberia par le Libyen Mouammar Kadhafi. En 2011, elle rapporte le viol d'une fillette de 13 ans par un officier de police, ce qui vaudra à ce dernier d'être arrêté,

## Reportages sur les mutilations génitales féminines
Mae Azango est connue pour ses reportages sur les mutilations génitales féminines, une pratique traditionnelle consistant à exciser le clitoris et une partie des lèvres vaginales, le plus souvent dans des conditions sanitaires déplorables. Cette pratique est notamment le fait des membres de la société initiatique Sande. 58 % des femmes libériennes seraient touchées, d'une manière ou d'une autre, par ces pratiques. Elle écrit sur ce sujet à partir de 2010. Expliquant son choix d'écrire sur ce sujet « tabou », elle explique : « Beaucoup de gens n'ont pas accès à la parole. Si je n'écrivais pas sur ces sujets, comment les gens seraient-ils informés
, ? »
Le 8 mars 2012 — journée internationale de la femme —, elle publie un article dans FrontPage Africa, le récit d'une femme qui avait été tenue par cinq autres pendant qu'on lui excisait le clitoris,. L'article détaillait le procédé, que la société Sande tenait pour secret. Il y eut tellement de menaces le jour de la publication que le rédacteur en chef, Wade William, appela Mae Azango pour lui dire de se cacher. Les menaces mentionnaient même qu'Azango en personne serait « attrapée et mutilée » (caught and cut). La police locale ayant été incapable d'engager une action contre ces menaces, Mae Azango se cacha, envoyant sa fille de 9 ans auprès de proches,.
Le comité pour la protection des journalistes, une ONG basée aux États-Unis, appela la présidente, Ellen Johnson Sirleaf, afin qu'elle lui obtienne une protection et que sa sécurité soit garantie. Amnesty International et Reporters sans frontières lui apportèrent aussi leur soutien, ainsi que l'école de journalisme de Columbia (Columbia University Graduate School of Journalism) et la fédération internationale des journalistes. Le journaliste radio Tetee Gebro, de la station libérienne Sky FM, diffusa une version du récit d'Azango en signe de solidarité.
Avant la fin du mois, en partie sous la pression nationale et internationale suscitée par l'incident, le gouvernement Sirleaf annonça qu'il était convenu avec les chefs traditionnels que les pratiques de mutilations génitales seraient officiellement suspendues,. C'était la première fois que les politiciens libériens critiquaient publiquement ces pratiques.

## Reconnaissances
En 2011, Azango est récompensée par le Pulitzer Center on Crisis Reporting pour son travail sur les « histoires peu rapportées dans la presse » et leur « intérêt humain et pour le développement du journalisme ».
À la suite de la controverse autour des mutilations génitales féminines, Azango reçoit en 2012 le prix international de la liberté de la presse du CPJ. Ce prix reconnaît les journalistes qui font preuve de courage dans la défense de la liberté de la presse, en dépit des attaques violentes, des menaces ou des arrestations.
Toujours en 2012, elle gagne un des prix décernés par l'organisation Canadian Journalists for Free Expression (CJFE). Les prix sont attribués chaque année à des journalistes qui ont démontré leur engagement pour les droits de l'homme ainsi que leur honnêteté éditoriale et qui ont rencontré d'énormes obstacles dans l'exercice de leur métier. Le prix fut présenté au gala du CJFE, tenu à Toronto au Canada, intitulé « Une nuit pour honorer les reportages courageux ».

### Crédits d'auteur
- (en) Cet article est partiellement ou en totalité issu de l’article de Wikipédia en anglais intitulé « Mae Azango » (voir la liste des auteurs).

### Citations originales
1. ↑  (en) « A lot of people don't have a voice. If I don't write about it, how will people know about it? »